# کان میکامی
کان میکامی (انگلیسی: Kan Mikami؛ زادهٔ ۲۰ مارس ۱۹۵۰) خوانندگی، ترانه‌پرداز اهل ژاپن است. وی از سال ۱۹۷۱ میلادی تاکنون مشغول فعالیت بوده‌است.
از فیلم‌ها یا برنامه‌های تلویزیونی که وی در آن نقش داشته‌است می‌توان به کریسمس مبارک، آقای لارنس، توکیو انحطاط اشاره کرد.